# Крайні точки Казахстану
Нижче наведено список крайніх точок Казахстану.

## Крайні точки
- Північна точка — у Кизилжарському районі Північноказахстанської області (55°26′ пн. ш. 68°57′ сх. д. / 55.433° пн. ш. 68.950° сх. д.)
- Південна точка — у Мактааральському районі Південно-Казахстанської області (40°34′ пн. ш. 68°35′ сх. д. / 40.567° пн. ш. 68.583° сх. д.)
- Західна точка — у Бокейординському районі Західно-Казахстанської області (48°26′ пн. ш. 46°30′ сх. д. / 48.433° пн. ш. 46.500° сх. д.)
- Східна точка — у Катон-Карагайському районі Східноказахстанської області (49°13′ пн. ш. 87°19′ сх. д. / 49.217° пн. ш. 87.317° сх. д.)

## Відносно рівня моря
- Найвища точка — Гора Хан-Тенгрі (6995 м)

42°12′39″ пн. ш. 80°10′30″ сх. д. / 42.21083° пн. ш. 80.17500° сх. д.
- Найнижча точка — западина Карагіє (-132 м)

43°24′0″ пн. ш. 51°47′24″ сх. д. / 43.40000° пн. ш. 51.79000° сх. д.